# Église Saint-Nicolas de Sarreguemines
L'église Saint-Nicolas de Sarreguemines est une église catholique française du XVIIIe siècle, à Sarreguemines.

## Historique
Une chapelle dédiée à la Sainte Vierge, élevée en 1392, existait déjà au pied du Schlossberg. En juillet 1754, l’abbé Stein, prieur de l’abbaye de Vadegasse, et l’abbé Ferange, curé de la paroisse de Neunkirch décident la construction d’une nouvelle église sur l'emplacement de la chapelle, devenue trop vétuste et trop petite pour les mille six cent cinquante paroissiens de Sarreguemines de l’époque. Les travaux commencent en 1764 et l’église est bénie le 21 mars 1768 par l’abbé Antoine Dambrun, alors curé de Neunkirch.

## Description
L’emplacement de l'église ne permet pas un orientation classique vers l’est. Le chœur est orienté sud-est.
L’église, en grès des Vosges, est de style composite : classique à l’extérieur, baroque à l’intérieur.
Une Pietà, sculptée dans un bloc de chêne évidé en 1663, est située à gauche de l'entrée, dans la chapelle de la Vierge des douleurs. Dans le chœur, on trouve trois tableaux de Januarius Zick : La nativité, La résurrection du Christ et La descente de la croix.
Les vitraux, détruits au cours des différents bombardements des deux guerres, furent remplacés à deux reprises. Les actuels vitraux datent de 1946 et sont l’œuvre de l’entreprise Janin de Nancy. Le reste du mobilier, telles les boiseries de la chapelle de la Vierge, du chœur et des confessionnaux sont du XIXe siècle.
En 1769, les paroissiens de Saint Nicolas avaient fait l’acquisition de riches orgues auprès du collège des Jésuites de Pont-à-Mousson. Elles furent malheureusement gravement endommagées, comme du reste l’ensemble mobilier et immobilier de l’église, lors d'un incendie en août 1990. Les orgues ont été restaurées et rénovées par le facteur d’orgues Koenig de Sarre-Union.